# I SOLISTI Belgian wind ensemble Antwerp
I SOLISTI Belgian wind ensemble Antwerp (voorheen I Solisti del Vento)  is een Belgisch blazersensemble dat gevestigd is in Antwerpen, en sinds 1999 in residentie van het Koninklijk Vlaams Conservatorium Antwerpen en een campusbewoner van de Internationale Kunstcampus deSingel.

## Korte biografie
Het ensemble speelde zijn eerste concert in februari 1988 als ‘Die Harmonie’ binnen de schoot van het Nieuw Belgisch Kamerorkest. Sinds 1991 musiceert het ensemble onder de naam I Solisti del Vento en vanaf 1996 kon het uitbouwen onder leiding van artistiek leider Francis Pollet. Sinds 1999 is I Solisti del Vento in residentie van het Koninklijk Vlaams Conservatorium Antwerpen en campusbewoner van de Internationale Kunstcampus deSingel.

## Repertoire
Met een kern van 25 musici (blazers, piano, percussie, contrabas, harp, accordeon) brengt het ensemble werken van Mozart tot nu. De samenstelling van zowel de bezetting als het instrumentarium, wijzigt of breidt zich uit afhankelijk van de programmatie.

## Samenwerking
In het verleden musiceerde het ensemble met sopraan Claron McFadden, pianisten Michel Béroff en Jean-Claude Vanden Eynden, het Quatuor Danel, het Spiegel Strijkkwartet, het Collegium Vocale Gent en het Vlaams Radio Koor, maar ook met dirigenten als Philippe Herreweghe, Lucas Vis, Paul Hillier, Etienne Siebens, Ivan Meylemans en Hervé Niquet.

Daarnaast geeft het ensemble jaarlijks hedendaagse (Vlaamse) componisten de opdracht een nieuw werk voor het ensemble te schrijven. Onder meer Daniel Capelletti, Frits Celis, Alain Craens, Wim Henderickx, Bert Joris, Luc Van Hove, Jan Van Landeghem, Annelies Van Parys, Stefan Van Puymbroeck, Sam Vloemans en Petra Vermote hebben voor het ensemble gecomponeerd.

## Discografie
- Works for bassoon, dedicated to Francis Pollet (1996)
- Works dedicated to I Solisti del Vento (1999)
- Hein Van de Geyn (2000)
- I Solisti del Vento: Chamber Music for Winds (2002)
- Serenades for Winds (2004)
- Das Berliner Requiem (2009)
- Wolfgang Amadeus Mozart (2013)
- Wim Henderickx - Frederick Neyrinck. Works for Wind Instruments (2013)
- De Markies van Carabas (2013)